# 나가와촌
나가와촌(일본어: 奈川村)은 일본 나가노현 중서부에 존재했던 촌이다.

## 지리
기후현 다카야마시 기소로 가는 길과 아즈미로 가는 길을 잇는 가교의 위치에 있어 중요한 역할을 하고 있었다.

## 역사
- 1889년 4월 1일 - 정촌제 시행과 함께 나가와촌이 성립하였다.
- 1948년 6월 1일 - 소속군이 미나미아즈미군으로 변경.
- 1983년 9월 - 태풍 10호로 인한 집중호우로 큰 피해를 입다
- 2005년 4월 1일 - 마쓰모토시에 편입되었다. 동일 나가와촌은 폐지되었다.

## 교통
촌내에는 철도 노선은 다니지 않는다. 철도를 이용할 경우 가장 가까운 역은 알피코 교통 가미코치선 (통칭 마쓰모토 전철) 